# Bangun Pane
Bangun Pane is een bestuurslaag in het regentschap Simalungun van de provincie Noord-Sumatra, Indonesië. Bangun Pane telt 1701 inwoners (volkstelling 2010).